# ロバートの秋山竜次音楽事務所
『ロバートの秋山竜次音楽事務所』（ロバートのあきやまりゅうじおんがくじむしょ、Ryuji Akiyama Music Office）は、テレビ埼玉にて放送されている街中をロケするバラエティ番組である。シーズン1が2017年1月9日より2017年3月27日までの間に、シーズン2が2017年10月9日より2018年3月26日までの間に、いずれも毎週月曜日23:00 - 23:30にて放送されていた。

## 内容
『秋山竜次音楽事務所』という架空の会社の社長に秋山竜次が扮し、秋山竜次音楽事務所マネジメント部所属の新人社員を山本博、番組スポンサーで有限会社ワールド・ハート社長を馬場裕之が演じる設定となっている。音楽事務所の所属タレントをスカウトするべく、埼玉県内を"街ブラ"し隠れたスターを発掘するという内容となっている。スカウトされたスターたちは番組HPにも公表されている。

## 制作背景
2016年12月26日に放送の決定を発表する会見が行われた。番組内容の企画は、秋山竜次に一任されたという。
番組制作は、同局で千鳥が出演している『いろはに千鳥』と同じ番組スタッフが手掛けている。

## 出演者
- ロバート（秋山竜次、馬場裕之、山本博)
- 松浦志穂（スパイク） ※ナレーション

## 番組内の設定
- ロバート秋山が代表取締役を務める「秋山竜次音楽事務所」には、次のタレントが所属している設定になっており、それらのタレントに加えて埼玉県内の”街の面白い人・楽しい人”をスカウトして行くスタイルで番組は進行する。なお、音楽事務所の所在地は埼玉県内であるようだが実際は不明。秋山竜次いわく、「ライバル会社はヤマハ」で、社員はマネジメント部の山本博（ロバート）だけと思われる。

＜歌手部門＞

若木けいじ（ポップス）、島内シュン吾（ポップス）、三谷兄弟（バラード）、LAKES（ダンス＆弾き語りユニット）、hanae（シンガーソングライター）、尾嶋二郎（演歌、ショー）

＜俳優部門＞

立花しんや（CM、映画等）、愛（アダルト）

＜スポーツ部門＞

リック・オマー（ゴルフ）、清瀬正則（解説）
- 上記の「秋山竜次音楽事務所」に出資をしている設定の会社が、ロバート馬場が代表取締役社長を務める「有限会社 ワールド・ハート」で、同社は東京都竹の塚にオフィスを構えているとされ、[6]「将来的にはガソリンを使わないバイクを作って（行きたい）」と語り、業務内容は次のようになっている。

＜（有）ワールド・ハートの主な業務内容＞

- 各種イベント企画、運営
- MC、コンパニオン派遣
- 金沢 会員制料亭『潮之蔵』会長
- 天草エネルギー事業部（ソーラーパネルや藻（ユーグレナ）で発電している設定）
- 車検、中古車販売
- ボランティア団体『白さぎの鐘』設立、リーダー（全国各地で炊き出し活動をしている設定）

※これらの「設定」は、あくまで番組内での”架空の設定”であり、実在はしていない。

## 放送

### シーズン1＜2017年1月9日-2017年3月27日＞
| 放送回 初回放送日 | タイトル                                              | ロケ地                                   |
| ----------------- | ----------------------------------------------------- | ---------------------------------------- |
| #1 2017年1月9日   | 秋山音楽事務所ついに始動！ なかまち商店街でスター探し | 浦和編前編、なかのまち商店街、鈴木写真館 |
| #2 2017年1月16日  | 浦和なかまち商店街でスター発掘後半戦！                | 浦和編後編                               |
| #3 2017年1月23日  | 鋳物の街で子役発掘！？                                | 川口編 川口銀座商店街                    |
| #4 2017年1月30日  | 夜の北上尾でスター発掘                                | 上尾編                                   |
| #5 2017年2月6日   | 東松山に現れた筋肉俳優 なんじゃもんじゃの箭弓町       | 東松山前編                               |
| #6 2017年2月13日  | 東松山でスカウト継続！                                | 東松山後編                               |
| #7 2017年2月20日  | 鴻巣でクマを探せ！？ 社長と少女の愉快な遊び           | 鴻巣                                     |
| #8 2017年2月27日  | 秋山社長に新キャラ憑依！？ 博士ありがとう             | 上尾                                     |
| #9 2017年3月6日   | 盆栽町に衝撃のゆるキャラ登場！                        | 大宮盆栽村                               |
| #10 2017年3月13日 | 埼玉のカリフォルニア？WEST URAWA！                    | 西浦和                                   |
| #11 2017年3月20日 | レトロな美容室で実力派デュオ発掘！                    | 蕨                                       |
| #12 2017年3月27日 | ついに最終回！スカウト活動は永遠に．．．              | ＜シーズン1最終回＞総集編                |

### シーズン2＜2017年10月9日-2018年3月26日>
| 放送回 初回放送日        | タイトル                                                | ロケ地             |
| ------------------------ | ------------------------------------------------------- | ------------------ |
| #1 2017年10月9日         | シーズン2スタート！ シーズン1の忘れものを取りに行こう！ | 鴻巣               |
| #2 2017年10月16日        | 浦和区 なかまち商店街でスカウト                         | さいたま市         |
| #3 2017年10月23日        | 桶川でスターを発掘！1                                   | 桶川市             |
| #4 2017年10月30日        | 桶川でスターを発掘！2                                   | 桶川市             |
| #5 2017年11月6日         | 朝霞市でスターを発掘！                                  | 朝霞市             |
| #6 2017年11月13日        | 志木市でスターを発掘！1                                 | 志木市             |
| #7 2017年11月20日        | 志木市でスターを発掘！2                                 | 志木市             |
| #8 2017年11月27日        | 白岡市でスターを発掘！                                  | 白岡市             |
| #9 2017年12月4日         | 白岡市でスターを発掘！2                                 | 白岡市             |
| #10 2017年12月11日       | 久喜市でスターを発掘！1                                 | 久喜市             |
| #11 2017年12月18日       | 久喜市でスターを発掘！2                                 | 久喜市             |
| #12 2017年12月28日       | 東川口でスターを発掘！1                                 | 東川口             |
| #13 2018年1月8日         | 東川口でスターを発掘！2                                 | 東川口             |
| #14 2018年1月15日        | 川口市でスターを発掘！1                                 | 川口市             |
| #15 2018年1月22日        | 川口市でスターを発掘！2                                 | 川口市             |
| #16 2018年1月29日        | 三郷市でスターを発掘！1                                 | 三郷市             |
| #17 2018年2月5日         | 三郷市でスターを発掘！2                                 | 三郷市             |
| #18 2018年2月12日        | 三郷市でスターを発掘！3                                 | 三郷市             |
| #19 2018年2月19日        | 越谷市でスターを発掘！1                                 | 越谷市             |
| #20 2018年2月26日        | 越谷市でスターを発掘！2                                 | 越谷市             |
| #21 2018年3月5日         | 越谷おでん、浦和美園でDVD発売イベント、総集編           | 越谷市、さいたま市 |
| #22 2018年3月12日        | ふじみ野市でスターを発掘！1                             | ふじみ野市         |
| #23 2018年3月19日        | ふじみ野市でスターを発掘！2                             | ふじみ野市         |
| #24 最終回 2018年3月26日 | 最終回 所属タレントをプレイバック                       | 総集編             |

## ネット局
関西テレビ、テレビ西日本、テレビ神奈川では字幕放送も実施している。(ファーストシーズンのみ)
| 放送対象地域 | 放送局                    | 系列           | 放送時期                                                                             | 放送曜日および放送時間                                                                                  |            |
| ------------ | ------------------------- | -------------- | ------------------------------------------------------------------------------------ | --- | ---------- |
| 埼玉県       | テレビ埼玉 (TVS)          | 独立局         | 2017年1月9日 - 2017年3月27日（シーズン1） 2017年10月9日 - 2018年3月26日（シーズン2） | 月曜日 23:00 - 23:30                                                                                    | 【制作局】 |
| 石川県       | テレビ金沢 (KTK)          | 日本テレビ系列 | 2017年4月 -                                                                          | 金曜日 1:34 - 2:04（木曜深夜）                                                                          | 遅れネット |
| 鹿児島県     | 鹿児島テレビ放送 (KTS)    | フジテレビ系列 | 2017年4月 -                                                                          | 日曜日 3:00 - 3:30（土曜深夜）                                                                          | 遅れネット |
| 北海道       | 札幌テレビ (STV)          | 日本テレビ系列 | 2017年5月29日 -(シーズン1) 2019年3月31日 -(シーズン2)                                | 月曜日 2:00 - 2:30（日曜深夜、シーズン1） 日曜日 2:15 - 2:45（土曜深夜、シーズン2）                     | 遅れネット |
| 鳥取県       | 日本海テレビ              | 日本テレビ系列 | 2017年 -                                                                             | 火曜日 2:05 - 2:35（月曜深夜）                                                                          | 遅れネット |
| 福岡県       | テレビ西日本(TNC)         | フジテレビ系列 | 2018年4月14日 -                                                                      | 土曜日 2:10 - 2:40（金曜深夜）                                                                          | 遅れネット |
| 富山県       | チューリップテレビ(TUT)   | TBS系列        | 2018年5月10日 - 2018年7月26日（シーズン1） 2018年8月2日 - 2019年1月24日（シーズン2） | 木曜日 2:10 - 2:40（水曜深夜）                                                                          | 遅れネット |
| 近畿広域圏   | 関西テレビ (KTV)          | フジテレビ系列 | 2018年6月29日 -                                                                      | 金曜日 2:30 - 3:00（木曜深夜）                                                                          | 遅れネット |
| 宮城県       | 仙台放送 (OX)             | フジテレビ系列 | 2018年10月13日 -                                                                     | 土曜日 2:15 - 2:45（金曜深夜）                                                                          | 遅れネット |
| 神奈川県     | テレビ神奈川 (tvk)        | 独立局         | 2018年 -                                                                             | 月曜日 1:00 - 1:30 (日曜深夜)                                                                           | 遅れネット |
| 千葉県       | 千葉テレビ放送 (チバテレ) | 独立局         | 2018年 -                                                                             | 木曜日 23:00 - 23:30                                                                                    | 遅れネット |
| 群馬県       | 群馬テレビ (GTV)          | 独立局         | 2018年 -                                                                             | 金曜日 23:00 - 23:30                                                                                    | 遅れネット |
| 栃木県       | とちぎテレビ              | 独立局         | 2018年10月6日 - 12月22日（シーズン1） 2018年12月29日 - 2019年6月6日（シーズン2）     | 土曜日 0:30 - 1:00 (金曜深夜、シーズン2の#14まで) 木曜日 23:30 - 翌0:00（シーズン2の#15から最終回まで） | 遅れネット |
| 福島県       | 福島中央テレビ            | 日本テレビ系列 | 不明 -                                                                               | 月曜日 1:35 - 2:05 (日曜深夜)                                                                           | 遅れネット |
| 愛媛県       | テレビ愛媛 (EBC)          | フジテレビ系列 | 2020年2月17日 -                                                                      | 月曜日 1:25 - 1:55（日曜深夜）                                                                          | 遅れネット |
| 広島県       | 中国放送 (RCC)            | TBS系列        | 2020年5月29日 - 8月14日(シーズン1) 2020年9月4日 - 12月18日(シーズン2)                | 金曜日 1:25 - 1:55（木曜深夜） 金曜日 1:23 - 1:53（木曜深夜）                                           | 遅れネット |

※制作局のテレ玉（テレビ埼玉）ではシーズン2が2018年12月から2019年5月にかけて月曜日23:00 - 23:30枠で再放送され、引き続きシーズン1が2019年6月から再放送されている。

## スタッフ
- 構成:玉置高幸
- 技術、編集:よしもとブロードエンタテインメント
- CAM:大尾庸介
- AUD:土渕裕貴
- EED:牧原保
- MA:吉永茂生
- CG:白川誠也
- 音効:岡田貴志
- 編成:新井千里、飯田裕子
- 広報:越智俊貴
- セールス:金子英介、諸星和義
- 衣装協力:アマランス
- AD:土田香織
- AP:丸山俊輔
- ディレクター:岡本将明（テレビ埼玉）、中村千尋（吉本興業）
- 演出:岩津匡洋（吉本興業）
- プロデューサー:田中秀一（テレビ埼玉）、小倉文（吉本興業）
- 制作協力:吉本興業（シーズン1、2）、ザ・チューブ（シーズン2）
- 制作著作：テレ玉（テレビ埼玉）

## DVD
- シーズン1がDVD化され、全3巻が2017年11月29日に発売された。DVD1巻目が放送第1回から第4回＋映像特典を収録し、DVD2巻目が放送第5回から第8回＋映像特典を収録、DVD3巻目が放送第9回から第12回＋映像特典を収録している。